# Nantes
 Der er for få eller ingen kildehenvisninger i denne artikel, hvilket er et problem. Du kan hjælpe ved at angive troværdige kilder til de påstande, som fremføres i artiklen.

 For alternative betydninger, se Nantes (flertydig). (Se også artikler, som begynder med Nantes)
Nantes er en fransk by i den vestlige del af landet nær Atlanterhavet. Nantes er hovedby i regionen Pays de la Loire. Byen er Frankrigs sjettestørste by. Nantes er kendt for at være en meget dynamisk by. De mange uddannelsessteder gør, at mange unge tiltrækkes af bylivet i Nantes.

## Geografi
Nantes ligger i det vestlige Frankrig, ved udmundingen af floden Loire og cirka 50 kilometer fra Atlanterhavskysten.

## Historie
Nantes var hovedstaden i det uafhængige hertugdømme Bretagne tilbage i middelalderen, og byen blev en central handelshavn i 1700-tallet, takket være dens strategiske beliggenhed ved floderne Loire, Erdre og Sevre.

## Seværdigheder
- Katedralen Saint Pierre Saint Paul huser gravene efter Francois II af Bretagne, og hans anden kone Marguerite de Foix. Man begyndte at bygge den gotiske katedral i 1434, og byggeriet varede i fire århundreder.
- Vest for katedralen ligger det velbevarede og charmerende historiske middelalderkvarter Bouffay.

En god måde at se byen på, er ved at klatre op i et maleriske tårn, Tour Lu. Herfra er der en imponerende panoramaudsigt over Nantes.

## Grønne områder
Nantes har 1.000 hektar grønne områder, der er åbne for offentligheden, og der produceres omkring en million planter om året. Byens botaniske have, Jardin des Plantes, har uvurderlig samling af eksotiske planter fra Amerika, Asien og Afrika.

## Kultur

### Kunst
Byens moderne kulturcenter, Le Lieu Unique, åbnede i år 2000 og er indrettet i fabriksbygninger, som tidligere husede småkagefabrikken LU. Her afholdes året rundt en bred vifte af kulturelle begivenheder.

### Gastronomi
Det lokale køkken domineres af fisk og skaldyr, herunder østers, som der er rigelige mængder af på grund af beliggenheden tæt ved havet.

## Uddannelse
- Audencia Business School
- E-Artsup
- École Centrale de Nantes
- École pour l'informatique et les nouvelles technologies